# 江永昌
江永昌（1969年10月22日—），中華民國政治人物，民主進步黨籍，生於臺灣新北市，為國中物理教師出身，曾任立法委員、趙永清國會助理。

## 生平
江永昌出生於臺灣臺北縣（今新北市），姑丈是中和區「林江派」大老趙長江，表哥是曾任多屆立委的趙永清。童年時期在父親的鐵工廠度過，也曾幫忙焊接、刷油漆。求學時期就讀當地中和國小和海山國中，考上第一志願的建國中學，而後畢業於國立中興大學物理系。早期在補習班任教，後成為國中理化教師，直到28歲才接觸政治，加入趙永清的競選團隊。從政後陸續進修，先後取得國立臺灣師範大學政治學研究所、國立臺灣大學工業工程研究所，以及國立臺灣科技大學財務金融所共3個碩士學位。

## 經歷
- 2002年，當選臺北縣中和市市民代表。
- 2005年12月3日，當選第16屆臺北縣議員。
- 2010年11月27日，當選第1屆新北市議會議員，隔年加入民主進步黨，並在2011年擔任民進黨黨團幹事長。
- 2012年，接受民進黨徵召參選新北市第八選舉區立法委員，以得票率四成敗於時任中國國民黨籍立委張慶忠。
- 2014年11月29日，以18.73%的第一名得票率連任議員。
- 2016年再次接受徵召，因整體大環境對國民黨不利以及太陽花學運影響，以超過53%的得票率、100,543張得票數當選立委[6]，擊敗同屬中和林江派、國民黨提名的張慶忠[7]。就任後擔任立法院財政委員會委員。
- 2020年，國民黨派出有韓流加持的議員邱烽堯，而親民黨參選的李正皓表態反韓且多少瓜分藍綠票源[8]，使其民調一度受挫，但因韓流退燒以及亡國感的議題成功激出其選民的投票意向。在開票剛開始由於靠近永和區端的中和區傳統藍營票倉先開票導致邱烽堯一度領先，但隨著市區票匭大量湧入，最終以約六千票險勝成功連任[9]。
- 2023年，未登記民進黨黨內立委初選，不競選連任[10]。

## 立法委員時期

### 第九屆立法委員
- 2017年10月27日，江永昌提出了「新鮮人稅改」版本草案，提升標準扣除額及薪資扣除額的金額，讓免稅門檻到從原先的30.8萬元提升到40.8萬，降低所有收入只有月薪且月薪在3萬元以下的新鮮人壓力，提高新鮮人的可分配所得，減少上班族繳稅時的負擔，並於2018年1月18日三讀通過。[11]
- 2017年11月1日，江永昌在立法院財政委員會時，質疑財政部推動電子發票13年來花了近20億元，但真正落實無紙化的無實體發票載具使用比率，若扣除強制要求的国有企业，實際使用率根本不到9%，時任財政部部長許虞哲僅回應將更努力推廣。[12]
- 2018年1月10日，立法院徹夜審查《勞動基準法》修正草案，並於當天三讀通過，同日江永昌晚間在臉書發文說明為什麼無法完全同意行政院版本，並在投票表決時投下棄權票。[13]
- 2018年3月13日，在立法院總質詢時質詢行政院院長賴清德與勞動部部長許銘春關於最低工資法立法問題，江永昌質疑如果到2018年底都沒不見勞動部送草案誰要負責，許銘春回應：「我負責」。[14]
- 2018年10月12日，在立法院總質詢時質詢行政院院長賴清德與經濟部部長沈榮津是否評估停建深澳發電廠，賴院長與沈部長當下承諾停建。[15]
- 2018年10月31日，江永昌在財政委員會指出，近期發現「線上刷卡換現金」網站如雨後春筍般出現，這類網站訴求可以在線上刷卡就變現，有如十多年前紅極一時的「喬治瑪莉現金卡」翻版，當年造成很多卡奴，恐怕卡債風暴再起。對此，金融監督管理委員會主任委員顧立雄承諾將在一個月內提報告。[16]
- 2018年11月7日，江永昌在財政委員會指出，日前有民眾受刑事法院認證的龐氏騙局詐欺，身家財產都賠上，只拿到數個月的假投資「利息」，結果財政部仍要求將投資利息收入列入綜所稅總額計稅，並認為受害人有逃漏稅疑慮。江永昌指出，法人可在財報認列詐騙損失，財政部只要檢視有會計師簽證就可予以認列損失扣除，但自然人被騙還被視為逃漏稅，「豈不是變相鼓勵民眾去設人頭公司？」[17]
- 2018年11月12日，江永昌在財政委員會質詢財政部，並引述八大行庫青年安心成家貸款統計數字，光是107年9月八大行庫合計青安貸款總承作量71.5億元，就已遠低於去年同期的117.08億元，倘若合計過去一年來的承作量，合計八大行庫過去一年來共減少389.98億元的青安房貸業務，財政部部長蘇建榮則表示財政部對利率已有所檢討，經與行庫開會後已經在日前報送行政院。[18]

### 第十屆立法委員
- 2020年12月，江永昌因在立法院就萊豬進口投棄權票而與民進黨中央不一致。12月30日，遭民進黨罰款3萬元、停止黨團黨權運作3年等處分[19][20]，後來於2021年2月改為一年，再犯則為三年[21]。

## 選舉紀錄
| 年度 | 選舉屆數               | 選舉區           | 所屬政黨   | 得票數  | 得票率 | 當選標記 | 備註   |
| ---- | ---------------------- | ---------------- | ---------- | ------- | ------ | -------- | ------ |
| 2005 | 第十六屆臺北縣議員選舉 | 臺北縣第二選舉區 | 無黨籍     | 18,775  | 9.16%  |          |        |
| 2010 | 第一屆新北市議員選舉   | 新北市第五選舉區 | 無黨籍     | 26,469  | 11.46% | [ 22 ]   |        |
| 2012 | 第八屆立法委員選舉     | 新北市第八選舉區 | 民主進步黨 | 83,468  | 39.78% |          | [ 23 ] |
| 2014 | 第二屆新北市議員選舉   | 新北市第五選舉區 | 民主進步黨 | 38,503  | 18.73% |          | [ 24 ] |
| 2016 | 第九屆立法委員選舉     | 新北市第八選舉區 | 民主進步黨 | 100,543 | 53.67% | [ 25 ]   |        |
| 2020 | 第十屆立法委員選舉     | 新北市第八選舉區 | 民主進步黨 | 101,068 | 47.21% | [ 26 ]   |        |

## 特殊事蹟
- 江永昌就任立法委員後，獲公民監督國會聯盟評比為第9屆第1、3－7會期立法院財政委員會優秀立委[27]。
- 獲口袋國會評比為第9屆第4會期最優立委。
- 獲口袋國會推薦為第9屆綜合評比優秀立委。
- 獲公民監督國會聯盟評比為第10屆第1－2會期立法院財政委員會優秀立委。
- 獲公民監督國會聯盟評比為第10屆第3－7會期立法院司法及法制委員會優秀立委。
- 獲公民監督國會聯盟頒發第10屆第6會期特殊貢獻獎。
- 獲司法正義行動聯盟評比為第10屆第6會期優秀司法正義立委。

## 外部連結
- 江永昌的Facebook專頁
- YouTube上的江永昌頻道
- YouTube上的民進黨立法委員江永昌頻道